# Episodi di One Tree Hill (sesta stagione)
La sesta stagione di One Tree Hill è stata trasmessa negli USA dalla The CW dal 1º settembre 2008 al 18 maggio 2009.
In Italia, dopo vari rinvii, la stagione è stata trasmessa dal 5 giugno al 18 settembre 2010 su Rai 2.
| nº | Titolo originale                                           | Titolo italiano                             | Prima TV USA      | Prima TV Italia   |
| -- | ---------------------------------------------------------- | ------------------------------------------- | ----------------- | ----------------- |
| 1  | Touch Me I'm Going To Scream, Part 1                       | La scelta                                   | 1º settembre 2008 | 5 giugno 2010     |
| 2  | One Million Billionth of a Millisecond on a Sunday Morning | Matrimonio in vista                         | 8 settembre 2008  | 12 giugno 2010    |
| 3  | Get Cape. Wear Cape. Fly.                                  | Il segno della vita                         | 15 settembre 2008 | 19 giugno 2010    |
| 4  | Bridge Over Troubled Water                                 | Acque agitate                               | 22 settembre 2008 | 19 giugno 2010    |
| 5  | You've Dug Your Own Grave, Now Lie In It.                  | Ricominciare                                | 29 settembre 2008 | 26 giugno 2010    |
| 6  | Choosing My Own Way of Life                                | Stile di vita                               | 13 ottobre 2008   | 3 luglio 2010     |
| 7  | Messin' With The Kid                                       | Un rapporto difficile                       | 20 ottobre 2008   | 3 luglio 2010     |
| 8  | Our Life Is Not A Movie Or Maybe                           | Un film su Tree Hill                        | 27 ottobre 2008   | 10 luglio 2010    |
| 9  | Sympathy for the Devil                                     | Simpatia per il Diavolo                     | 3 novembre 2008   | 10 luglio 2010    |
| 10 | Even Fairy Tale Characters Would be Jealous                | Il passato ritorna                          | 10 novembre 2008  | 17 luglio 2010    |
| 11 | We Three (My Echo, My Shadow and Me)                       | Ombre dal passato                           | 17 novembre 2008  | 17 luglio 2010    |
| 12 | You Have to be Joking (Anatomy of the Devil's Brain)       | I sogni non bastano                         | 24 novembre 2008  | 24 luglio 2010    |
| 13 | Things A Mama Don't Know                                   | Le cose che una mamma non sa                | 5 gennaio 2009    | 31 luglio 2010    |
| 14 | A Hand to Take Hold of the Scene                           | La prima volta                              | 12 gennaio 2009   | 7 agosto 2010     |
| 15 | We Change, We Wait                                         | Cambiare, aspettare                         | 19 gennaio 2009   | 7 agosto 2010     |
| 16 | Screenwriter's Blues                                       | La mia Peyton                               | 2 febbraio 2009   | 14 agosto 2010    |
| 17 | You And Me And The Bottle Makes Three Tonight              | Uno sguardo al passato e un altro al futuro | 16 marzo 2009     | 14 agosto 2010    |
| 18 | Searching For a Former Clarity                             | Rimorsi                                     | 23 marzo 2009     | 21 agosto 2010    |
| 19 | Letting Go                                                 | Addii e arrivederci                         | 30 marzo 2009     | 21 agosto 2010    |
| 20 | I Would For You                                            | Dolce attesa                                | 20 aprile 2009    | 28 agosto 2010    |
| 21 | A Kiss To Build A Dream On                                 | La seconda opportunità                      | 27 aprile 2009    | 11 settembre 2010 |
| 22 | Show Me How To Live                                        | La scatola dei ricordi                      | 4 maggio 2009     | 11 settembre 2010 |
| 23 | Forever and Almost Always                                  | Uniti per sempre                            | 11 maggio 2009    | 18 settembre 2010 |
| 24 | Remember Me As a Time of Day                               | I sogni si avverano ogni giorno             | 18 maggio 2009    | 18 settembre 2010 |

## La scelta
- Titolo originale: Touch Me I'm Going To Scream, Part 1
- Diretto da: Stuart Gillard
- Scritto da: Mark Schawhn

### Trama
Lucas chiama Peyton e le chiede se vuole partire con lui a Las Vegas dove si sposeranno. Brooke litiga con la madre e le ricorda che è sua l'azienda e presto lo sarà per tutti, poiché sta preparando la nuova collezione. La sua assistente Millicent ha deciso di lasciarla perché Mouth ha avuto un lavoro fisso in un'altra città. Millicent però capisce che non è davvero il momento adatto e decide di restare con lei. Brooke parla con Mounth che le racconta del suo trasferimento e decide di licenziare Millicent perché deve seguire l'amore invece che stare con lei a combattere contro Victoria. Lo stesso giorno, Lucas e Peyton decidono di sposarsi nella cappella di Elvis, ma ci ripensano perché vogliono fare le cose per bene e con tutti i parenti. Deb e Skills continuano la loro relazione segreta, cercando di non fare insospettire Nathan. Dan, che ha avuto un incidente proprio davanti all'ospedale, riporterà gravi ferite e sarà curato da un'infermiera, tata Carrie, che lo tiene prigioniero in casa sua e ha un piano in mente: rapire Jamie. Quentin stringerà amicizia con il piccolo Jamie e aiuterà Nathan a riprendere a giocare a Basket. Brooke alla chiusura del negozio sarà aggredita da un uomo.

## Matrimonio in vista
- Titolo originale: One Million Billionth of a Millisecond on a Sunday Morning
- Diretto da: Greg Prange
- Scritto da: Mark Schawhn

### Trama
Il negozio di Brooke è completamente distrutto e disordinato. La ragazza è ancora scossa e riporta gravi lividi sul viso e sul resto del corpo. È davvero distrutta e l'unica persona che chiama per farsi aiutare è proprio Deb. Brooke non vuole che tutta questa faccenda venga fuori e prega Deb per il suo silenzio. Dal suo negozio sono stati rubati i suoi disegni per la nuova linea, il computer ed i soldi. Peyton, ancora a Las Vegas con Lucas, chiama Brooke per comunicarle il suo fidanzamento e l'imminente matrimonio. Brooke non trova il coraggio per raccontarle cosa le è successo, per non rovinarle il momento. Tata Carrie continua a torturare Dan che sembra riprendersi un poco dall'incidente e finalmente riesce a parlare. La psicopatica gli svela il piano che ha in mente ma lui le dice che fa schifo. Le dice inoltre di chiamare il numero scritto dietro il suo cercapersone, lei lo chiama e scopre che a Dan serve un cuore nuovo altrimenti morirà entro 6 mesi. Peyton torna a casa di Brooke e la vede in quello stato pietoso, ma lei la tranquillizza che è solo caduta dalle scale. Peyton allora le dice che rimarrà con lei quella sera e che poi andrà a vivere con Lucas. Brooke chiede a Deb d'insegnarle ad usare la pistola e sembra isolarsi da Peyton e da Lucas che ancora non ha visto. Jamie, intanto, sorprende Skills e Deb baciarsi in cucina e inizia a fare domande. Nathan, visto i continui dolori alla schiena, va dal medico con Haley ed il dottore gli dice che se continua a sforzarsi troppo potrebbe rimanere paralizzato. L'episodio si conclude in una tragedia: Quentin è in un piccolo supermercato quando si accorge di essere in mezzo ad un omicidio. Viene ucciso con un colpo di pistola

## Il segno della vita
- Titolo originale: Get Cape. Wear Cape. Fly.
- Diretto da: Liz Friedlander
- Scritto da: Mark Schawhn

### Trama
Quentin è morto e tutti devono cercare di superare il momento. I più scossi per la perdita sono Nathan, Haley, James, Lucas e Skills. Haley cerca di spiegare ai suoi alunni come superare il dolore, ma non ci riesce. Brooke continua a far i conti con la sua brutta esperienza, James, invece, non accetta il fatto che il suo migliore amico sia morto, e quando Nathan svuota l'armadietto del ragazzo, James prende la maglia di Quentin. Brooke, ancora sconvolta, butta fuori tutti i vestiti di Clothe's over Bros. Peyton cerca di fermarla, ma la ragazza bruscamente le chiede indietro la chiave di casa. Lucas confessa a Skills di avere l'impressione di averlo deluso, poiché si è fatto sospendere dal ruolo di allenatore. Deb cerca di stare vicino a Skills. Nathan, Haley e tutto il gruppo di amici va a casa di Quentin e qui James parla con il fratellino minore del ragazzo. La madre di Quentin ringrazia tutto il gruppo per il modo in cui l'avevano fatto maturare. Prima di andare James prende la maglietta dei Ravens di Quentin e la dà al fratellino di quest'ultimo. Haley trova il modo di parlare con i suoi studenti e quando vede una scritta sul banco di Quentin, scrive anche lei una dedica tratto dal libro dei "Miserabili".In classe è arrivata una ragazza, quella che rubò nel negozio di Brooke, Haley le dice che ha una bella maglia di Clothe's over Bros. Intanto Dan riesce a fuggire, ma non va molto lontano, infatti inciampa vicino ad una tomba che capisce essere quella del figlio morto di Carrie, così Dan allora le fa presente che rapendo James non riporterà indietro suo figlio. Nathan va a casa di Brooke per darle il suo sostegno. Alla fine tutti vanno al funerale di Quentin, e qui si presenta la squadra dei Ravens al completo per rendere omaggio al giovane ragazzo, ma rimane uno spazio vuoto in mezzo ai compagni di squadra, così il piccolo fratello di Quentin si alza, indossa la maglietta del fratello e va a mettersi al suo posto. James alla fine del funerale metterà sulla bara il mantello che avrebbe dovuto dare a Quentin, Brooke inizia a piangere e James le stringe la mano.